# Nahuel Lobo

a Compétitions nationales et continentales officielles uniquement.

b Matchs officiels uniquement.
Dernière mise à jour le 27 avril 2020.
Nahuel Lobo, né le 27 août 1991 à Chajarí en Argentine, est un joueur de rugby à XV international argentin évoluant au poste de pilier.

## Biographie
Nahuel Lobo fait partie de l'effectif du Montpellier HR de septembre à décembre 2012 en tant que joker médical. Il quitte le Montpellier HR en décembre 2012 et rentre en Argentine. Son compatriote Juan Figallo étant blessé, il revient à Montpellier pour une deuxième pige en tant que joker médical en février 2013. En juin 2013, il signe pour le club des Newcastle Falcons (Angleterre). Il revient au MHR, en janvier 2014, une fois de plus comme joker médical, cette fois-ci de Na'ama Leleimalefaga, blessé. Nahuel Lobo reste dans le club héraultais la saison suivante mais durant l'été 2015, il signe à l'US Carcassonne.
- 2011-2012 : Pampas XV
- 2012-2013 : Montpellier HR
- 2013-2014 : Newcastle Falcons
- 2014-2015 : Montpellier HR
- Depuis 2015 : US Carcassonne

## Statistiques en équipe nationale
(mise à jour au 18 avril 2014)
- 10 sélections
- sélections par année : 2 en 2012, 6 en 2013, 2 en 2014